# La Reine des larmes
Production
Diffusion
La Reine des larmes (hangeul : 	눈물의 여왕 ; RR : Nunmul-ui yeowang / anglais : Queen of Tears) est une série télévisée sud-coréenne en seize épisodes de 76 minutes diffusée du 9 mars au 28 avril 2024 sur tvN.
La série est disponible sur Netflix dans les pays francophones.

## Synopsis
La série dépeint la crise et le regain d'amour entre Hong Hae-in, une héritière chaebol de troisième génération du Groupe Queens, et Baek Hyun-woo, le fils d'agriculteurs de Yongdu-ri, et leurs trois années de mariage.

## Distribution

### Acteurs principaux
- Kim Soo-hyun : Baek Hyun-woo
  - Moon Seong-hyun : Baek Hyun-woo (adolescent)
  - Choi Yi-an : Baek Hyun-woo (enfant)
- Kim Ji-won : Hong Hae-in
  - Hwang Ji-ah : Hong Hae-in (adolescent)
  - Min Seo-hyung : Hong Hae-in (enfant)
- Park Sung-hoon : Yoon Eun-sung / David Yoon
  - Lee Joo-won : Yoon Eun-sung (enfant)
- Kwak Dong-yeon : Hong Soo-cheol
  - Kim Joon-eui : Hong Soo-cheol (enfant)
- Lee Joo-bin : Cheon Da-hye
  - Choi Na-rin : Cheon Da-hye

### Acteurs secondaires

#### La famille de Hae-in
- Kim Kap-soo : Hong Man-dae
- Lee Mi-sook : Moh Seul-hee
- Jung Jin-young : Hong Beom-jun
- Na Young-hee : Kim Seon-hwa
- Kim Jung-nan : Hong Beom-ja
- Goo Shi-woo : Hong Geon-u
- Park Yoon-hee : Hong Beom-seok
- Ko Dong-ha : Hong Su-wan

#### La famille de Hyun-woo
- Jeon Bae-soo : Baek Du-gwan
- Hwang Young-hee : Jeon Bong-ae
- Kim Do-hyun : Baek Hyun-tae
- Jang Yoon-ju : Baek Mi-seon
- Kim Dong-ha : Baek Ho-yeol

#### Yongdu-ri
- Kim Young-min : Yong-song
- Park Jung-pyo : Chun-sik
- Shim Woo-sung : Park Seok-hoon
- Park Sung-yeon : Kang-mi
- Lee Soo-ji : Bang-sil
- Lee Ji-hye : Hyun-jung
- Kim Do-jin : étudiant en boxe

#### Autres
- Kim Joo-ryoung : Grace Ko / Ko Jeong-ja
- Yoon Bo-mi : Na Chae-yeon
- Moon Tae-yu : Kim Yang-ki
- Jeong Ji-hwan : Kim Min-gyu

## Diffusion
- tvN (2024)
- Netflix (2024)